# Angiometopa falleni
Angiometopa falleni är en tvåvingeart som beskrevs av Thomas Pape 1986. Angiometopa falleni ingår i släktet Angiometopa och familjen köttflugor. Arten är reproducerande i Sverige. Inga underarter finns listade i Catalogue of Life.